# Maisons adossées aux anciens remparts de Montreuil-sur-Mer
Les maisons adossées aux anciens remparts de Montreuil-sur-Mer sont des maisons situées à Montreuil-sur-Mer, dans le département du Pas-de-Calais, en région Hauts-de-France.

## Localisation
Ces maisons sont sises rue du Clape-en-Bas.

## Historique
Ces maisons font l’objet d’une inscription partielle au titre des monuments historiques depuis le 15 avril 1966. L'inscription partielle concerne les façades et les toitures.

## Pour approfondir